# Nisaetus nipalensis
L'aquila dal ciuffo di Hodgson (Nisaetus nipalensis Hodgson, 1836) è un uccello accipitriforme della famiglia degli Accipitridi diffuso nella fascia di territorio che dall'Himalaya giunge fino a Taiwan e al Giappone.

## Descrizione

### Dimensioni
Misura 66–84 cm di lunghezza, per un peso di 2300-2700 g nel maschio e di 2500-3900 g nella femmina; l'apertura alare è di 134–175 cm.

### Aspetto
L'aquila dal ciuffo di Hodgson è un rapace di medie dimensioni dalle regioni superiori marroni e da quelle inferiori chiare. Nella sottospecie nominale nipalensis, sulla superficie inferiore delle remiganti e su quella inferiore della coda si trovano delle barre ben evidenti. Il petto, il ventre e la parte inferiore delle ali sono fortemente striati di marrone chiaro o di cannella chiaro. Le ali, larghe e con un margine di uscita arrotondato, vengono tenute in posizione a «V» piuttosto svasata quando l'animale è in volo. I sessi sono identici, ma i giovani hanno spesso la testa più bianca. La sottospecie orientalis, del Giappone, ha dimensioni notevolmente maggiori, un piumaggio più chiaro e una cresta molto piccola, molto meno sviluppata che nell'altra sottospecie. Questa specie si può facilmente distinguere dall'aquila dal ciuffo variabile (Nisaetus cirrhatus) grazie alle parti inferiori più fortemente striate e alla forma delle sue ali.

### Voce
L'aquila dal ciuffo di Hodgson è una specie particolarmente rumorosa. Il suo grido abituale è un klu-weet-weet abbastanza simile a quello del piro-piro culbianco. In volo, emette dei richiami rapidi e gorgoglianti non molto diversi da quelli del tuffetto.

## Biologia
L'aquila dal ciuffo di Hodgson non è una specie particolarmente discreta. Durante le sue frequenti spedizioni al di sopra delle cime degli alberi, è particolarmente visibile e segnala il suo arrivo con una serie di potenti grida. Tuttavia, trascorre gran parte del tempo appollaiato tra il fitto fogliame che funge da posto di osservazione per localizzare le prede. Non appena ne avvista una, scende su un ramo più basso e poi si lascia cadere sulla vittima con un breve volo in picchiata; occasionalmente, l'aquila dal ciuffo di Hodgson costruisce il nido in un villaggio, dal quale ha accesso agli animali da cortile ivi presenti. In effetti questa specie possiede due tipi di nidi: uno che serve per la riproduzione e l'allevamento dei giovani, l'altro che viene utilizzato come luogo per riposare e consumare le prede. Le sue parate sono numerose: consistono in planate effettuate da entrambi i membri di una coppia. Queste sessioni di volo planato sono seguite da voli ondulati. In ciascuna delle regioni in cui si trova, è un uccello sedentario, anche se alcuni esemplari sono soggetti a brevi movimenti migratori e scendono verso regioni più basse in determinati periodi dell'anno.

### Alimentazione
Le aquile dal ciuffo di Hodgson si nutrono di talpe, di scoiattoli, di scimmie e di altri piccoli mammiferi. Catturano anche uccelli di dimensioni abbastanza grandi (come fagiani di Soemmerring e pernici) e perfino piccoli rapaci (come l'astore facciagrigia e lo sparviero giapponese). Se ne hanno l'occasione, integrano il loro menu con volatili domestici e lucertole. Tutte le prede vengono catturate a terra.

### Riproduzione
Il nido viene costruito su un albero della foresta, quasi sempre una latifoglia, ma a volte anche una conifera. Questo è una grossa struttura fatta di ramoscelli e rami che può raggiungere i due metri di diametro e poco più di un metro di profondità. L'interno è rivestito con foglie verdi o aghi di conifere. La costruzione del nido è un'impresa collettiva: il maschio si occupa della raccolta dei materiali, mentre la femmina si prende cura del loro assemblaggio. Tuttavia, la completa condivisione del lavoro è una cosa abbastanza comune. La femmina di solito depone un singolo uovo che cova da sola. Durante tutto il periodo di incubazione, il maschio si occupa di fornire cibo alla compagna. Quando cova, la femmina è particolarmente aggressiva e reagisce con veemenza a qualsiasi forma di disturbo. Essa rimane nel nido assieme all'aquilotto fino a quando quest'ultimo non spicca il volo. La famiglia rimane unita fino a quando il giovane è abbastanza forte e in grado di pensare da solo al proprio sostentamento. Da questo momento in poi, diventa un concorrente imbarazzante per i genitori e gli adulti lo incoraggiano, quindi, ad allontanarsi e a trovare un nuovo territorio.

## Distribuzione e habitat
Le aquile dal ciuffo di Hodgson frequentano le foreste di montagna, da 600 a 2800 metri sull'Himalaya, fino a più di 4000 metri in Cina, ma solo tra 250 e 1500 metri in Giappone. Questi rapaci sono endemici del continente asiatico. Il loro areale parte dai versanti meridionali dell'Himalaya e prosegue verso est fino alle regioni occidentali e centro-occidentali della Cina, a Taiwan e all'Indocina. Si trova anche nelle principali isole del Giappone.

## Tassonomia
Ne vengono riconosciute due sottospecie:
- N. n. nipalensis Hodgson, 1836, diffusa in una vasta regione che comprende il Pakistan nord-orientale (Murree Hills) e le regioni himalayane di India, Nepal e Bhutan, la Cina meridionale e orientale, le isole di Hainan e Taiwan e il Sud-est asiatico (dove è presente specialmente nelle regioni settentrionali, ma si incontra a sud fino al Tenasserim e anche nell'isola di Langkawi, al largo delle coste nord-occidentali della penisola malese); probabilmente presente anche in Cambogia e Vietnam;
- N. n. orientalis (Temminck e Schlegel, 1844), presente in Giappone, ma forse anche nell'Estremo Oriente russo, nella Cina nord-orientale e in Corea.

In passato veniva riconosciuta anche la sottospecie N. n. kelaarti, diffusa in Sri Lanka e India meridionale, oggi inquadrata come specie a sé stante (Nisaetus kelaarti).

## Conservazione
La specie, nel complesso, non è considerata in pericolo di estinzione. Tuttavia, la sottospecie orientalis, che vive in Giappone, è in diminuzione e alcuni studiosi temono perfino che rischi di scomparire se non verranno prese misure di protezione. Poiché questa sottospecie è particolarmente attraente per il suo aspetto e le sue grandi dimensioni (più di 80 cm), molti ritengono che la sua scomparsa costituirebbe una perdita irreparabile.